# تالک
تالک یا طلق (معرب تلک فارسی) (به انگلیسی: talc) از خانواده میکاهای سفید است. این کانی از هیدرات منیزیم سیلیکات تشکیل شده است، فرمول شیمیایی آن عبارت است از Mg3Si4O10(OH)2. طبق جدول سختی موس تالک نرم‌ترین کانی است و می‌توان با ناخن روی آن خراش ایجاد کرد. ورقه‌های کوچک تالک قابل انعطاف ولی غیرقابل ارتجاع است، هادی خوبی برای حرارت نیست و هنگامی که آن را لمس می‌کنیم احساس می‌کنیم که چرب است. دارای لومینسانس اغلب سفید مایل به سبز، زرد، کرم، قهوه‌ای، سبز و آبی است. این کانی در آب حل نمی‌شود ولی بسیار کم در کانی‌های اسیدی حل می‌شود و در شعله ذوب نمی‌شود. کانی مشابه آن پیروفیلیت است که از آن به وسیله آزمایش Mg (رنگ صورتی) قابل تشخیص است. گل سرشور که خود سنگی دگرگون است، به‌طور کامل از تالک تشکیل شده است.

## واژه‌شناسی
طلق، معرب تلک پارسی است و به صورت تالک (Talc)
در زبان‌های اروپایی آمده است. در زبان هندی اَبهراکا(abhraka) گفته می‌شود و محلول آن در طب سنتی کاربردهای فراوانی دارد.

## تشکیل
تالک یک کانی دگرگون است که از دگرگونی کانی‌هایی مانند سرپانتین، اولیوین، پیروکسن و آمفیبول در حضور دی‌اکسید کربن و آب تشکیل می‌شود. که در این صورت آن را تالک کربناتی می‌نامند.
تالک در اثر واکنش آب‌پوشی یون‌ها و کربن‌گیری سرپانتین به شکل زیر تشکیل می‌شود:
آب + منیزیت + تالک → دی‌اکسید کربن + سرپانتین
2Mg3Si2O5(OH)4 + 3CO2 → Mg3Si4O10(OH)2 + 3 MgCO3 + 3 H2O
در اثر واکنش بین دولومیت و سیلیس نیز تالک تشکیل می‌شود. این واکنش در فشار و دمای دگرگونی سنگ‌ها در اثر مجاورت دولومیت و سیلیس اتفاق می‌افتد و اصطلاحاً به آن اسکرن کردن دولومیت می‌گویند.
دی‌اکسید کربن + کلسیت + تالک → آب + سیلیس + دولومیت
3CaMg(CO3)2 + 4 SiO2 + H2O → Mg3Si4O10:(OH)2 + 3 CaCO3 + 3 CO2
همچنین تالک از واکنش بین کانی‌های کلریت منیزیمی و کوارتز در شیست آبی و اکلوژیت طی واکنش‌های دگرگونی تشکیل می‌شود.
آب + کیانیت + تالک → کلریت + کوارتز
در این حالت میزان تولید تالک و کیانیت بستگی به میزان آلومینیم دارد. اگر آلومینیم بیشتر باشد، کیانیت بیشتری خواهیم داشت.

## فراوانی

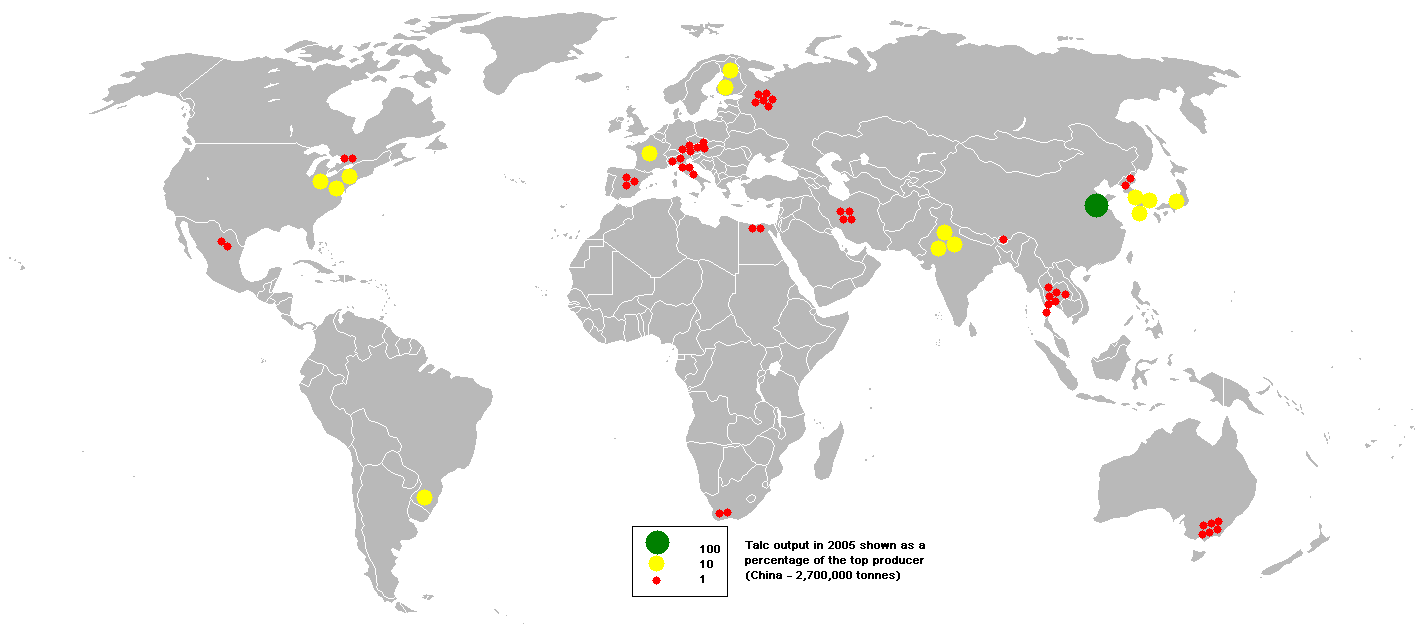
تولید جهانی تالک در سال ۲۰۰۵. چین با ۲٫۷ میلیون تن بزرگ‌ترین تولیدکننده تالک است.

این کانی را می‌توان به فراوانی در آمریکا، غرب اروپا در کوه‌های آلپ بخصوص در ایتالیا و در آسیا در محل‌هایی که پوسته زمین دچار شکستگی شده مانند سمت رشته کوه هیمالیا، پاکستان، هند، کشمیر و نپال و … یافت.
همچنین تالک کربناتی را می‌توان در نقاط دیگری از زمین مانند غرب استرالیا، خاورمیانه، عمان، ترکیه و … پیدا کرد.

## کاربرد
از تالک در صنایعی مانند کاغذسازی، صنایع کائوچو، صنایع سرامیک، روغن سر، تولید مواد چرب و روان‌کننده، تولید کابل برق، صنایع غذایی، رنگ و تولید پوشش، پلاستیک سازی، لوازم آرایشی بهداشتی، کاربردهای دارویی و … استفاده می‌شود.
از گل‌سرشور که درصد تالک آن بالا باشد و رنگ آن خاکستری مایل به سبز است در تهیه صابون، صفحه‌تقسیم برق، مدادهای مومی (مانند مداد ابرو)، سینک، اجاق (کوره) استفاده می‌شود. البته کاربرد بیشتر آن به دلیل مقاومتی که در برابر حرارت و الکتریسیته دارد در ساخت سطح میز آزمایشگاه‌ها و صفحه‌تقسیم برق است. از پودر تالک در تهیه لوازم آرایشی، روان‌کننده و در تولید کاغذ استفاده می‌شود. همچنین از تالک در تهیه پودر بچه، به عنوان گچ مخصوص صنایع جوشکاری و فلزکاری و ماده خشک‌کننده برای بازیکنان بسکتبال استفاده می‌شود.
در صنایع سرامیک و لعاب‌کاری از تالک برای کنترل دمای ذوب استفاده می‌شود.
در صنعت چاپ از تالک به عنوان مادهٔ چربی گیر استفاده می‌کنند

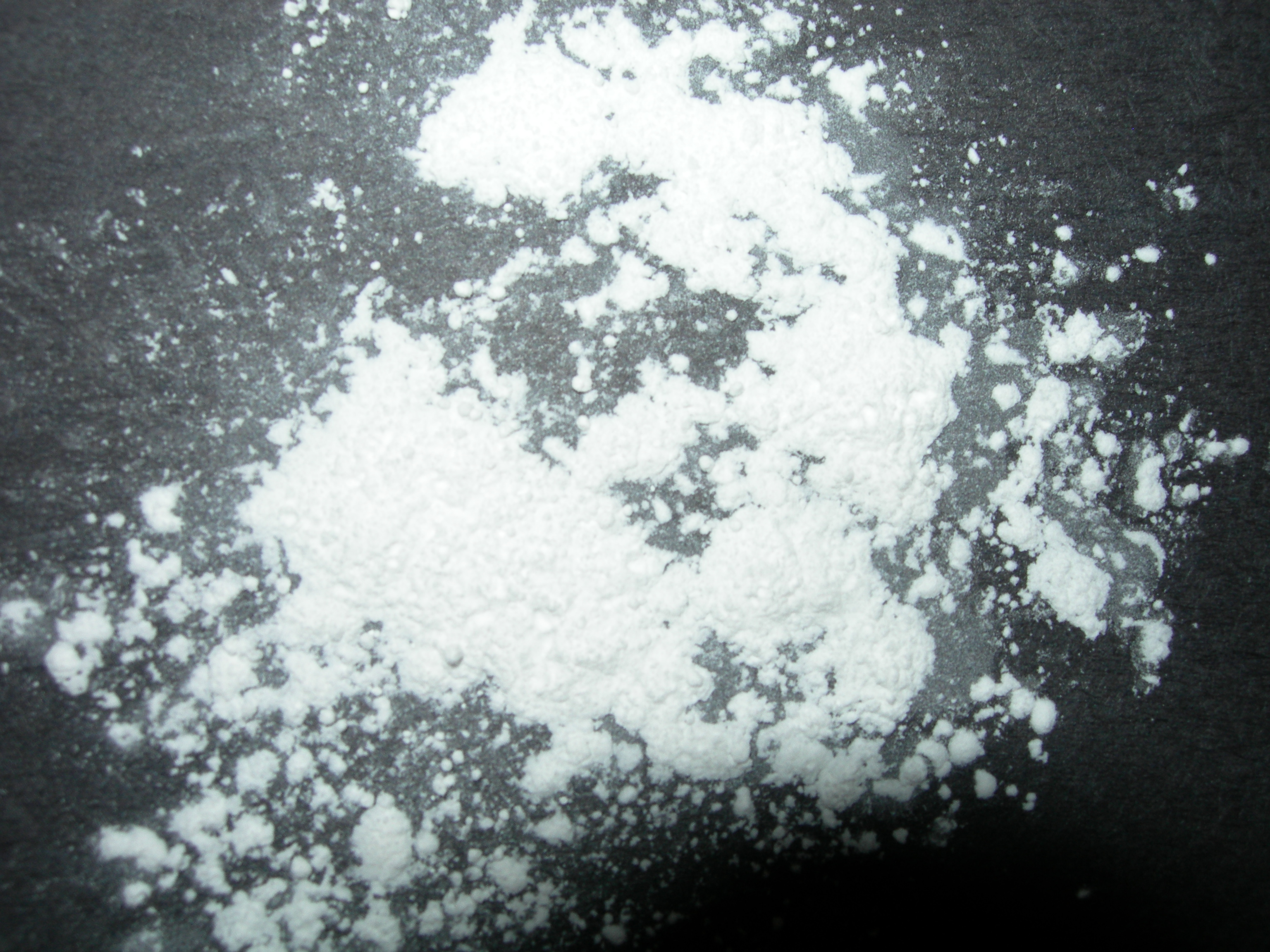
پودر تالک

## یادداشت
1. ↑  Soapstone یا soaprock یا steatite
2. ↑  «آشنایی با کاردبردهای پودر تالک در خانه». همشهری آنلاین. دریافت‌شده در ۳۰-۰۹-۲۰۱۵. تاریخ وارد شده در |تاریخ بازدید= را بررسی کنید (کمک)
3. ↑  «تالک». دانشنامه رشد. بایگانی‌شده از اصلی در ۴ مارس ۲۰۱۶. دریافت‌شده در ۳۰-۰۹-۲۰۱۵. تاریخ وارد شده در |تاریخ بازدید= را بررسی کنید (کمک)
4. ↑  Vohora، Mineral Drugs used in Ayurveda and Unani Medicine، ۱:‎ 40.
5. ↑  Talc carbonate
6. ↑  Orogeny